# تظاهرات ایرانیان در استراسبورگ

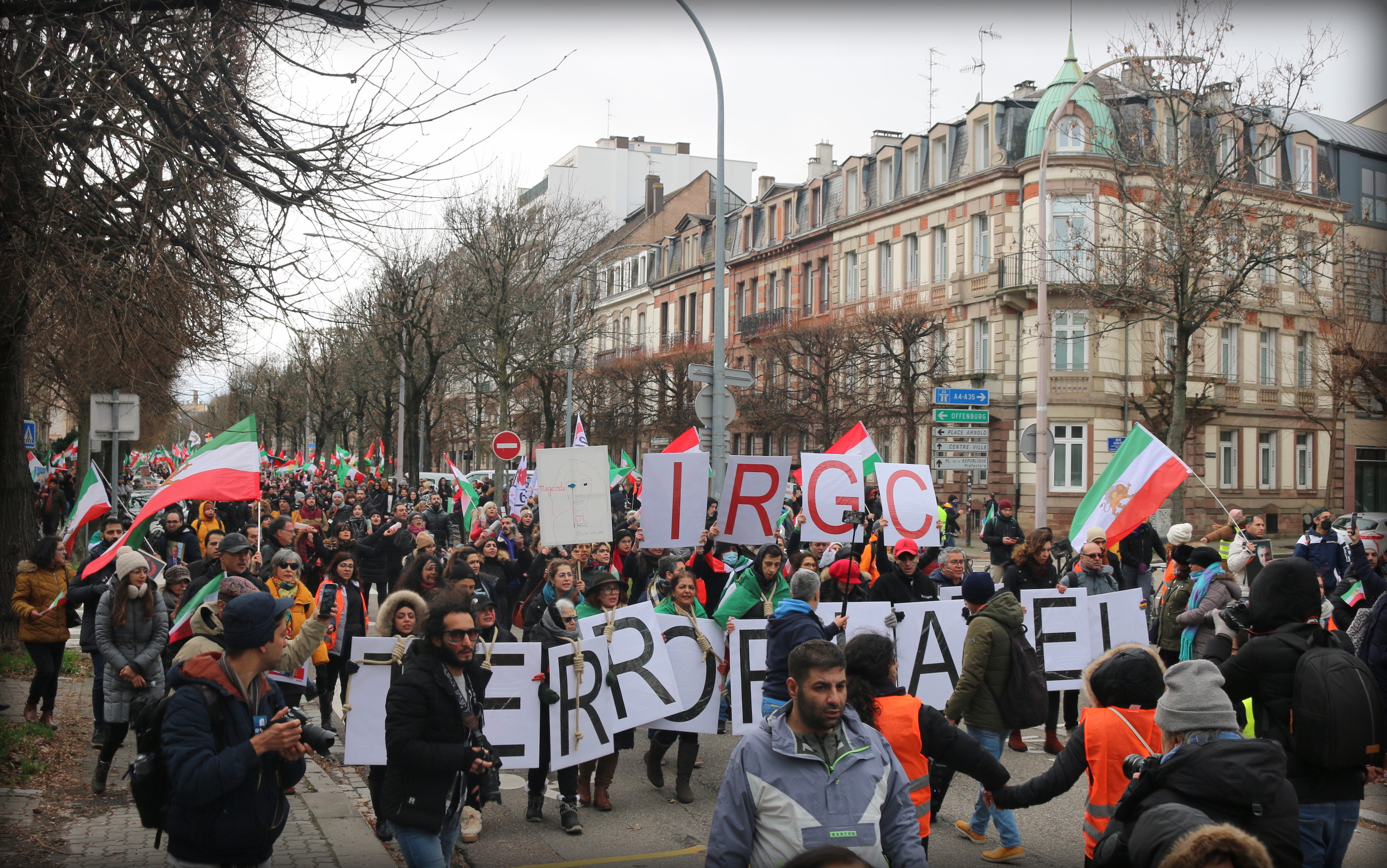

تجمع ایرانیان در استراسبورگ با هدف تروریستی خواندن سپاه پاسداران از سوی اتحادیه اروپا در ۱۶ ژانویه ۲۰۲۳ (۲۶ دی ۱۴۰۱) در برابر پارلمان اروپا در استراسبورگ برگزار شد. روبرتا متسولا رئیس این پارلمان خطاب به ایرانیان گفت: «شما سمت درست تاریخ ایستادید و تاریخ‌ساز خواهید شد و ما شما را تنها نمی‌گذاریم». تظاهرات ایرانی‌ها در استراسبورگ فرانسه دوشنبه با خواست تروریستی شناختن سپاه پاسداران برگزار شد و تظاهرکنندگان در تجمع مقابل پارلمان اروپا حضور دارند.